# 東部州 (カメルーン)
東部州（とうぶしゅう）（英語：East Province、フランス語：Province de l'Est）は、カメルーン最大の広さをもつ州で、面積109,011km2ある。人口は517,198人（1987年）。州内はジャングルに覆われている。州都はベルトゥア（Bertoua）。
州内の国立公園のうち、ロベケ国立公園は世界遺産「サンガ川流域の3か国保護地域」に含まれている。

## 隣接州
- アダマワ州 (カメルーン)
- ナナ・メンベレ州
- マンベレ・カデイ州
- サンガ・ムバエレ州
- サンガ県
- 南部州 (カメルーン)
- 中央州 (カメルーン)

## 下位行政区画

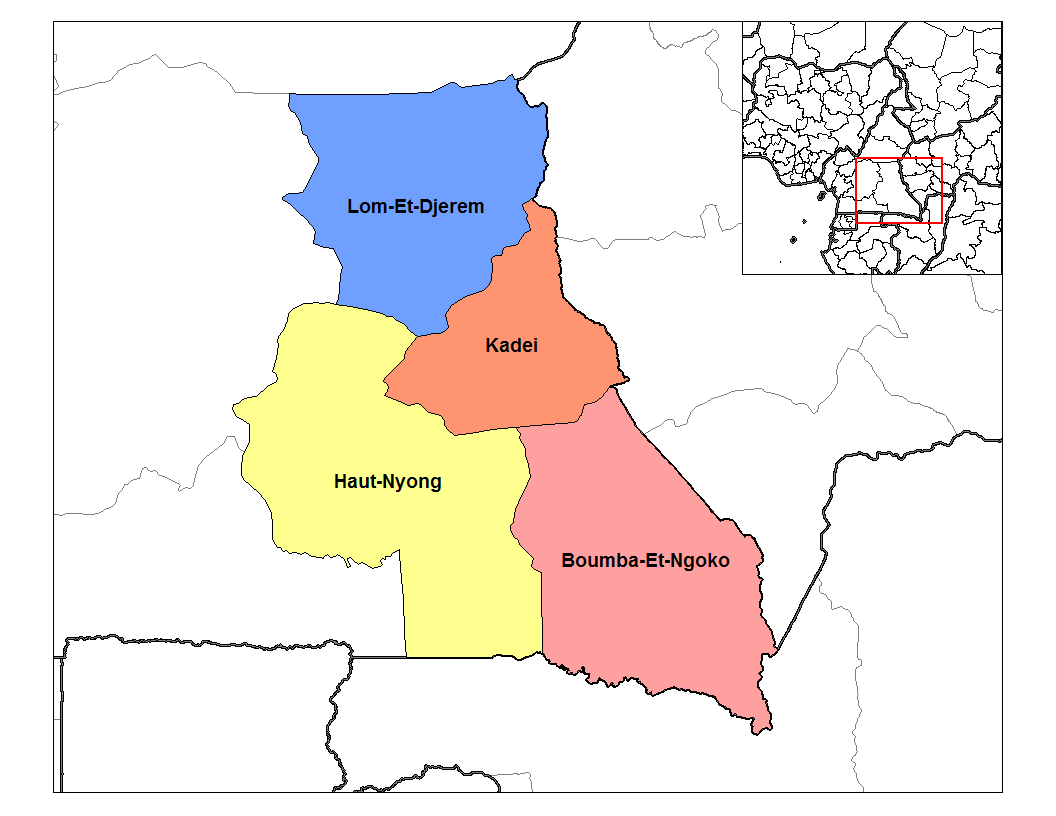
東部州の県

- Boumba-et-Ngoko - 中心都市：ヨカドゥーマ（英語版）
- Haut-Nyong - 中心都市：アボン＝ムバング（英語版）
- Kadey - 中心都市：バトゥーリ（英語版）
- Lom-et-Djerem - 中心都市：ベルトゥア